# John Graudenz

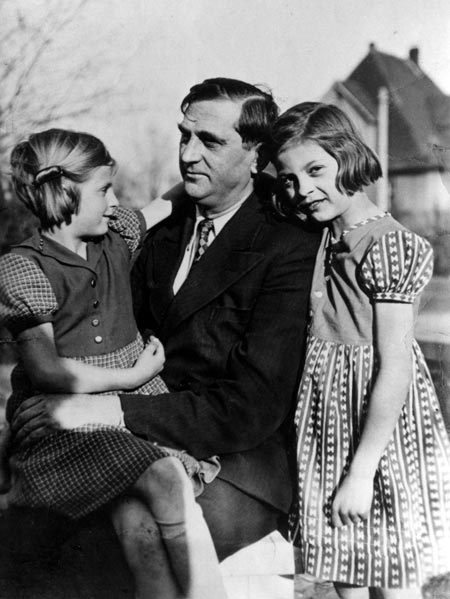
John Graudenz mit Töchtern

John Graudenz  (* 12. November 1884 in Danzig als Johannes Graudenz; † 22. Dezember 1942 in Berlin-Plötzensee) war ein deutscher Pressefotograf und Widerstandskämpfer.

## Leben
Mit 17 Jahren ging er nach einem Streit mit seinem Vater nach England. Danach kehrte er nach Deutschland zurück, um weitere Sprachen zu lernen. 1915/16 arbeitete er zum ersten Mal als Journalist und übernahm die Leitung des Berliner Büros von United Press. 1921 gehörte er zu den Mitbegründern der Kommunistischen Arbeiterpartei. 1922 wechselte er in das Moskauer Büro von United Press, in dem er bis 1924 deren Korrespondent war. Unter anderem meldete Graudenz als Erster den Tod von Lenin nach Amerika. 1924 organisierte er eine Dampferfahrt auf der Wolga, auf der er gemeinsam mit anderen Journalisten durch die Gebiete der Sowjetunion reiste, in denen Hunger und Elend herrschten. Da der Sowjetunion dieses Zeugnis des trostlosen Zustandes des Landes missfiel, wurde er daraufhin ausgewiesen.
1925 heiratete er Antonie „Toni“ Wasmuth († 1985), die Tochter des Kunstverlegers Ernst Wasmuth. 1928 initiierte er zusammen mit Franz Jung die Gründung der Berliner Fotoagentur Dephot. Von 1928 bis 1932 hatte er eine feste Anstellung bei der New York Times. Ab 1932 vertrat John Graudenz deutsche Maschinenbaufirmen in Irland. Die weitere Arbeit in Irland wurde wegen politischer Differenzen – den irischen Katholiken war er in seiner Lebenseinstellung zu modern – kompliziert. So kehrte John Graudenz mit seiner Familie 1934/35 nach Berlin zurück. Da Graudenz keine Arbeit hatte, sah sich die Familie genötigt, nach Gießen zu einer seiner Tanten zu ziehen. Im selben Jahr wurde Graudenz als Handelsvertreter in der Flugzeugbranche für die Firma „Grau-Bremsen“ tätig. Dadurch konnte er mit seiner Familie nach Berlin zurückkehren und ein eigenes Haus am Berliner Stadtrand in Stahnsdorf erwerben.
Nach 1933 hatte er Kontakte zu verschiedenen Widerstandsgruppen. Seine Kontakte zu Jung und den Roten Kämpfern blieben bestehen. Er half auch der Tochter von Jungs altem Freund Otto Gross bei der Emigration. Durch die Jungschen Kontakte lernte er im Frühjahr 1939 Harro und Libertas Schulze-Boysen kennen. Graudenz beteiligt sich an den Widerstandsaktivitäten der Berliner Roten Kapelle, er besorgte einen Vervielfältigungsapparat, der bei Ernst Happach stand und auf dem verschiedene Flugschriften der Gruppe gedruckt wurden. Er war maßgeblich an der Herstellung der „AGIS“-Flugschrift beteiligt und unterstützte Harro Schulze-Boysen bei der Informationsbeschaffung, insbesondere hinsichtlich neuester Flugtechnik.

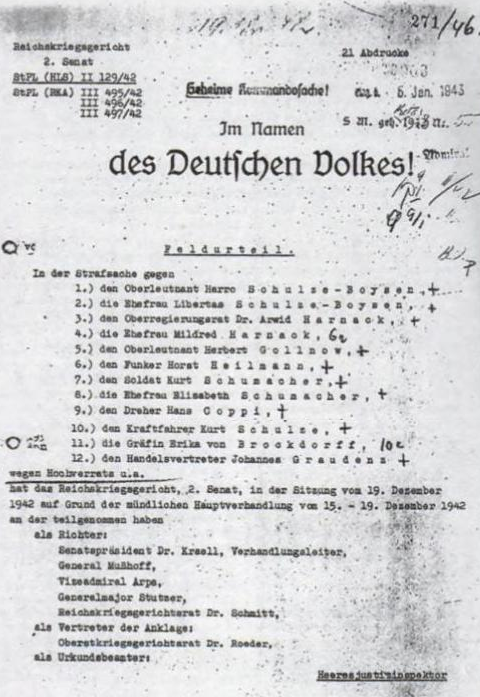
Feldurteil des Reichskriegsgerichts vom 19. Dezember 1942

In einem Interview, das der Filmemacher Stefan Roloff veröffentlichte, berichtete seine Tochter Karin Reetz, wie ihr Vater und Hans Coppi versucht hatten, ein Funkgerät auf dem Dachboden ihres Hauses zu installieren. Ein Kontakt sei jedoch wegen der hohen Bäume nicht zustande gekommen.
John Graudenz wurde am 12. September 1942 verhaftet und am 19. Dezember 1942 vom Reichskriegsgericht zum Tod verurteilt. Ohne dass das Urteil nach den NS-Gesetzen Rechtskraft erlangte, wurde er am 22. Dezember 1942 im Strafgefängnis Berlin-Plötzensee auf Befehl Adolf Hitlers erhängt. Bereits vor dem Beginn der mündlichen Verhandlungen am Reichskriegsgericht „wurde vom Oberkommando der Wehrmacht entgegen allen Traditionen und Bestimmungen der preußisch-deutschen Militär- und Zivil-Gerichtsbarkeit als ‚Hinrichtungsart‘ […] die Strangulation angeordnet“.

## Familie
Graudenz war dreimal verheiratet und hatte auch eine uneheliche Tochter. Seine dritte Ehefrau Toni und seine beiden Töchter Silva und Karin wurden am selben Tag wie er verhaftet. Die Töchter wurden nach circa zwei Wochen entlassen, die Ehefrau etwas später. Am 12. November 1942 traf die Familie John Graudenz zum letzten Mal. Anlässlich seines 58. Geburtstages wurde den Töchtern und der Ehefrau erlaubt, in der Gestapo-Zentrale in der Prinz-Albrecht-Straße den Geburtstag zu feiern. Offensichtlich hofften die Beamten, dass sie durch Abhören Weiteres in Erfahrung bringen könnten. Ein Gespräch zwischen der Familie kam durch die Angst vor der Abhörung so fast nicht zustande.
Der 2. Senat des Reichskriegsgerichts verurteilte Toni Graudenz am 12. Februar 1943 „wegen Abhörens feindlicher Sender und Unterlassens einer Anzeige“ zu drei Jahren Gefängnis.

## Ehrungen
- In Stahnsdorf ist die John-Graudenz-Straße nach ihm benannt.[5]
- In Stahnsdorf befindet sich auch ein Gedenkstein für ihn und Anni Krauß in der Anni-Krauß-Straße.
- 1969 erhielt er postum den sowjetischen Orden des Vaterländischen Krieges I. Klasse.[6][7]